# Astaena salta
Astaena salta är en skalbaggsart som beskrevs av Saylor 1946. Astaena salta ingår i släktet Astaena och familjen Melolonthidae. Inga underarter finns listade.